# Kaderna
Koordinaten: 58° 48′ N, 22° 29′ O
Kaderna ist ein Dorf (estnisch küla) in der Landgemeinde Hiiumaa (bis 2017: Landgemeinde Emmaste). Es liegt auf der zweitgrößten estnischen Insel Hiiumaa (deutsch Dagö).
Kaderna hat heute zwei Einwohner (Stand 31. Dezember 2011).